# Толидо (Айова)
Толидо (англ. Toledo) — город и административный центр в округе Тейма в штате Айова в Соединённых Штатах Америки.
Согласно результатам переписи населения США, проведённой в 2020 году, число жителей города составляло 2369 человек, что, для такого небольшого населённого пункта, заметно больше (+ 1.2%), чем было во время предыдущей переписи прошедшей в 2010 году (2341 человек).

## История
Толедо был основан в 1853 году как административный центр округа Тейма и был назван в честь одноимённого города в штате Огайо.
В 1866 году поселение было инкорпорировано и включено в реестр штата Айова, благодаря чему некорпоративное сообщество Толедо официально получило статус города («Сity of» / «Town of»).

## География
Центр города Толидо находится на высоте около 869 футов (265 метров) над уровнем моря. Согласно данным имеющимся у Бюро переписи населения США, общая площадь города составляет 2,30 квадратных мили (5,96 км2) и всю эту территорию занимает суша.

## Климат
По данным представленным Национальной метеорологической службой США в Толедо преобладает влажный континентальный климат с жарким летом, который согласно классификации климатов Кёппена, сокращённо обозначается на климатических картах аббревиатурой «Dfa».

## Демография
По данным переписи населения 2020 года в Толидо проживало 2369 человек, 428 семей, насчитывалось 935 домашних хозяйств и 1 029 жилых домов. Расовый состав населенного пункта по данным переписи распределился следующим образом: 72,9 % белых, 6,7 % коренных американцев, 8,6 % других народностей. Испаноговорящие составили 18,6 % от всех жителей статистически обособленной местности.

Ученики и учителя возле школы города Толидо (1909 год)

Население города по возрастному диапазону по данным переписи 2020 года распределилось следующим образом: от 55 до 59 лет — 7,5 %, от 35 до 39 лет — 6,2 %, жители младше 5 лет — 6,0 %, от 45 до 49 лет — 4,2 %, между 20 и 24 годами — 5,9 %, от 60 до 64 лет — 6,4 %, между 5 и 9 годами — 7,1 %, между 70 и 74 годами — 4,4 %, от 30 до 34 лет — 5,5 %, между 80 и 84 годами — 3,1 %, от 50 до 54 лет — 5,7 %, между 10 и 14 годами — 8,1 %, от 65 до 69 лет — 6,1 %, между 25 и 29 годами — 5,7 %, между 15 и 19 годами — 6,0 %, между 75 и 79 годами — 3,0 %, от 40 до 44 лет — 5,7 %. Средний возраст жителей составил 39,6 года.
Средний доход на одно домашнее хозяйство в Толидо составил 53 673 долларов США, а средний доход на одну семью — 64 341 долларов. Мужчины имели средний доход 47 697 долларов США в год против 29 038 долларов среднегодового дохода у женщин. Доход на душу населения составил 22 514 долларов в год. Все семьи населенного пункта имели доход, превышающий уровень бедности. За чертой бедности, на момент переписи, находилось 14,7 % жителей населённого пункта.